# Josep-Manuel Corrales Recasens
Josep-Manuel Corrales Recasens (Sant Just Desvern, 1939) fou un perit mercantil i empresari català.
El 1977 va fundar l'empresa de missatgeria urgent MRW És president i fundador del Grup Corrales, empresa del sector tèxtil especialitzada en roba esportiva i amb sucursals arreu del món. El 2009 va rebre la Creu de Sant Jordi en reconeixement de la seva tasca econòmica i a la integració sociolaboral de persones discapacitades físiques i psíquiques. També és cònsol honorari de Bolívia.